# Ngaretta
Ngaretta est un village du Cameroun situé dans le département du Boumba-et-Ngoko de la région de l'Est, précisément au niveau de l'arrondissement (commune) de Gari-Gombo.

## Population
Selon le recensement 2005, le village comptait 122 habitants ; dont 73 sont des hommes et 49 sont des femmes.